# Iglesia de San Miguel de Fluviá
Iglesia de San Miguel de Fluviá es una iglesia del municipio de San Miguel de Fluviá (Alto Ampurdán) declarada bien cultural de interés nacional .

## Descripción
La iglesia de San Miguel es un edificio aislado que se encuentra en el centro del pueblo. Es un templo de planta basilical, con tres naves con un destacado transepto de los muros laterales. La bóveda de la nave central se divide en cuatro crujías por tres arcos torales. Esta bóveda era de cañón y los arcos que la sostenían eran de medio punto. Las estructuras se conservan en la forma original únicamente en el extremo oriental de la nave. Sólo la crujía situada oriental mantiene todavía la cubierta de cañón; en las tres restantes esta cubierta tiene forma apuntada. Las naves laterales tienen cubierta de cuarto de círculo. Los arcos formeros, de comunicación entre las naves, y los torales de ambas naves laterales arrancan de pilastras rectangulares. Las naves laterales del templo se cubren a un nivel más bajo que la central. 
La iglesia ha sufrido diversas modificaciones a lo largo del tiempo, como podemos ver en el corazón gótico y en la bóveda de la nave, que es apuntada a causa de una reparación posterior. 
La fachada es uno de los puntos de la iglesia donde más se evidencian las citadas reformas. Se compone de un gran rectángulo en el que no quedan restos de la portalada románica. En el centro se encuentra la puerta gótico-renacentista, de arcos apuntados formados por estrechas arquivoltas en degradación. Hay un dintel, y entre el dintel y las arquivoltas está el espacio del tímpano, que no presenta ninguna ornamentación. El dintel tiene la siguiente inscripción: 
SATIABOR CUM APPAREVIT GLORIA TUA / M. D. XXXII.
En las ménsulas situadas en la base y en cada extremo del dintel se pueden ver, en cada una de ellas, tres cabezas aladas de ángeles. Las ménsulas de donde salen los haces de arquivoltas de los arcos apuntados son decoradas con una cabeza alada y un animal fabuloso: el del lado norte tiene el relieve erosionado; el de la banda opuesta sostiene un escudo partido en el que vemos a una estrella de ocho puntas arriba y tres coronas abajo. Más arriba de la puerta hay un pequeño y sencillo rosetón. En la parte superior del muro hay un matacán del que sólo quedan las cartelas de sostén y algunos sillares. la fachada se remata con una cornisa incurvada. Las únicas oberturas románicas que mantiene la fachada son dos ventanas de arco de medio punto, una a cada lado de la puerta, que dan luz a las naves laterales. Debajo de la ventana izquierda hay una lápida sepulcral del año 1258. Todo el lado meridional de la iglesia da a un patio, actualmente de propiedad particular, donde parece haber el claustro del monasterio y otras dependencias monásticas. El claustro ha desaparecido del todo, conservándose únicamente dos capiteles en el interior de la iglesia. En el muro lateral de la nave de mediodía se puede ver la puerta que comunicaba la iglesia con el claustro, ahora tapiada. Se trata de una puerta de pequeñas dimensiones, de un solo arco de medio punto hecho con pequeñas dovelas, con dintel y tímpano. Al lado de la puerta hay una ventana de doble sesgo y arcos de medio punto. 
El muro izquierdo de la iglesia conserva en la parte superior las almenas rectangulares, cada una de las cuales mantiene una pequeña saetera. 
El transepto sobresale de los muros laterales de las naves. El ala sur del transepto presenta tres ventanas en cada uno de los muros exteriores, una de ellas tapiada. 
El campanario, decorado en estilo lombardo, se levanta junto al brazo septentrional del crucero, separado a un metro de distancia. Fue por tanto una construcción exenta que no se adosa a la iglesia, aunque hoy no podemos verla como tal, ya que se construyeron dos muros a cada lado del campanario que han hecho desaparecer el pasillo entre el campanario y la iglesia. En el basamento, el campanario posee tres largas y estrechas ventanas de vertiente en el interior, de arcos de medio punto, en los muros de poniente, de tramontana y de levante. Al sur se encuentra la puerta, de arco de punto redondo, que actualmente comunica la torre con dicho pasillo. El muro meridional presenta la particularidad de no poseer ninguna abertura en los pisos superiores ni la decoración lombarda que señala su separación. En su lugar, hay un simple relieve horizontal. En otros muros hay dos ventanales en cada piso separados por una lesena o franja vertical. Sobre cada ventanal hay cuatro arcuaciones lombardas y una ristra de dientes de sierra. Las aberturas del piso de abajo son un único arco de medio punto. Las de los otros dos pisos son geminadas con los dos arquillos de medio punto, las columnas cilíndricas y los capiteles de forma trapecial. Algunos capiteles de los ventanales del segundo piso presentan pequeños relieves decorativos en la cara que da al exterior. En el remate superior fortificado hay almenas rectangulares y pequeñas saeteras. Los matacanes se encuentran en el centro de los cuatro muros y en los ángulos noroeste y noreste. 
La cabecera triabsidal es la única parte que presenta decoración de estilo lombardo. El ábside central combina elementos propiamente lombardos con la escultura de los capiteles de las ventanas, de los arcos interiores, de las pequeñas ménsulas y de las cornisas. Ambas absidiolas presentan una decoración simple, sin elementos esculpidos, con un par de arcuaciones en cada uno de los cuatro espacios entre las cinco lesenas. La cornisa está incurvada y en el centro de cada absidiola hay una ventana de apertura simple en el interior y de arcos de medio punto. 
En el interior se conservan una pila bautismal y una pila de agua bendita de estilo tardogótico, así como una virgen gótica de alabastro del XV. 

## Historia
El monasterio San Miguel de Fluviá nació como una dependencia de la Abadía de San Miguel de Cuixá, que poseía este lugar como mínimo desde 1011, fecha en la que ya existía un pequeño núcleo de población con su iglesia. En 1045 se consagró el terreno donde debía construirse el nuevo monasterio, ceremonia a la que asistió Oliba, abad de Cuixá y obispo de Vic. En 1066 se consagró la iglesia, a la que se añadió el campanario a principios del XII . En 1477 el monasterio fue unido a los de  San Pedro de Galligants, y San Miguel de Cruilles. En 1835 fue desamortizado. Actualmente sólo pervive la iglesia y algún resto de las antiguas dependencias monásticas. Entre 1981 y 1988 se realizaron algunas intervenciones de impermeabilización; la más importante, de 1988, afectó a la zona de la torre del XII anexa a la iglesia.